# Ludovico Gualtiero Gualtieri

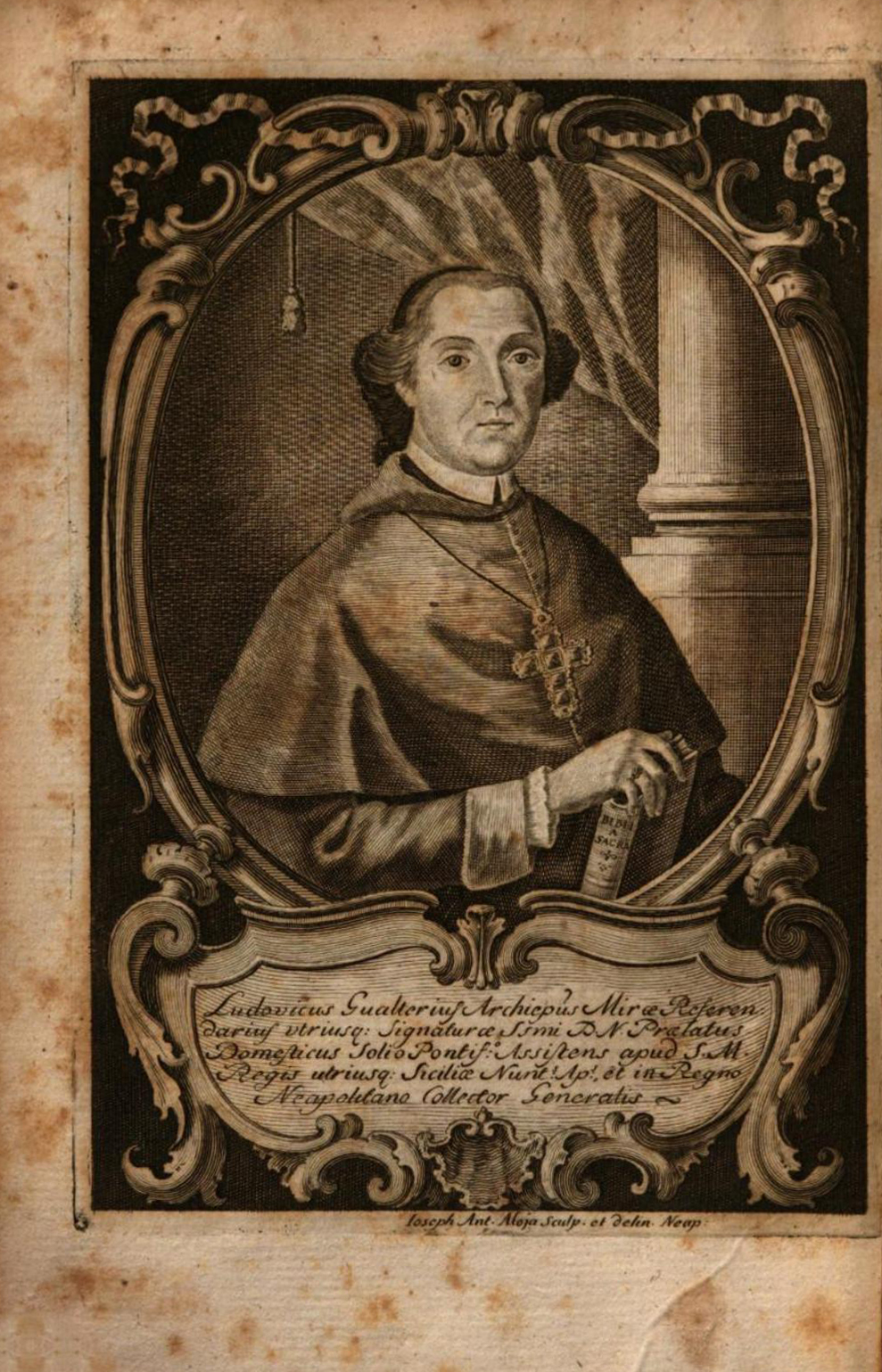
Luigi Gualteri als Erzbischof und Nuntius im Königreich Neapel (1753)

Ludovico Gualtiero Gualtieri, auch Luigi Gualterio (* 12. Oktober 1706 in Orvieto; † 24. Juli 1761 in Frascati) war ein italienischer Geistlicher, päpstlicher Diplomat und Kardinal.

## Leben

### Herkunft und frühe Jahre
Wie über seinen Namen, finden sich auch über seine Abkunft unterschiedliche Informationen. Während Valentina Gallo konstatiert: „Die Eltern sind nicht bekannt“, nennt Salvador Miranda als Eltern Giovanni Battista Gualterio, Marchese von Corgnolo, und dessen erste Frau Giulia Staccoli. Einig sind sie sich jedoch darin, dass Ludovico Gualtiero Gualtieri mit den Pamphilj und so mit Papst Innozenz X. verwandt war. Auch hinsichtlich seiner Verwandtschaft mit den Kardinälen Carlo Gualterio und Filippo Antonio Gualterio stimmen beide Autoren überein.
Nachdem er als Kind Hausunterricht erhalten hatte, besuchte Ludovico Gualtiero Gualtieri in Rom das Collegio Clementino der Somasker. Danach studierte er an der Universität La Sapienza, wo er 1730 zum Doctor iuris utriusque promoviert wurde. Bereits 1726 überbrachte er als Ablegat das rote Birett dem neukreierten Kardinal André-Hercule de Fleury, der zu jener Zeit Premierminister des Königreichs Frankreich war. Im Januar 1730 wurde er Referendar an den Gerichtshöfen der Apostolischen Signatur. Er begegnet im Februar 1731 als Vizelegat in Ferrara und wurde am 28. März 1735 Gouverneur von Spoleto. Als Apostolischer Kommissar von Benevent amtierte er vom Dezember 1735 bis 1738. Vom 9. April 1739 bis 1743 war er Inquisitor in Malta.

### Kirchliche Laufbahn
Die Priesterweihe empfing Ludovico Gualtiero Gualtieri am 30. November 1742. Er wurde am 16. Dezember 1743 zum Titularerzbischof von Myra ernannt. Die Bischofsweihe spendete ihm am 19. Januar des darauffolgenden Jahres im Quirinalspalast Papst Benedikt XIV. persönlich; Mitkonsekratoren waren Erzbischof Martino Ignazio Caracciolo, Apostolischer Nuntius in Venedig, und Erzbischof Enrico Enríquez, Apostolischer Nuntius in Spanien. Noch am selben Tag wurde Ludovico Gualtiero Gualtieri zum Päpstlichen Thronassistenten ernannt. Ab dem 21. März 1744 wirkte er als Nuntius im Königreich Neapel, am 2. März 1754 wurde er Nuntius in Frankreich.

### Kardinalat

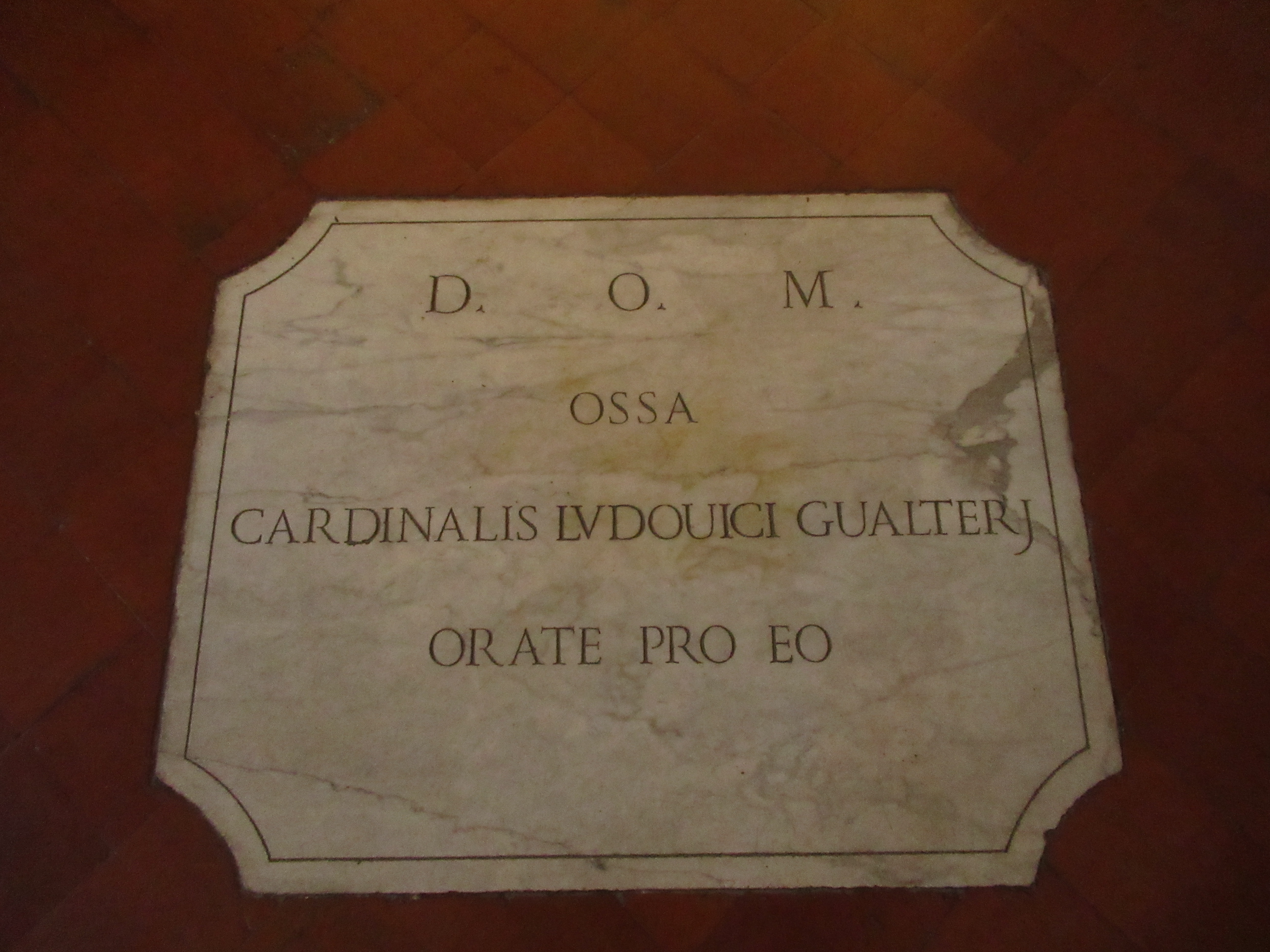
Grab von Kardinal Ludovico Gualtieri in der Kirche San Giovanni a Porta Latina in Rom (Foto: Avemundi)

Papst Clemens XIII. erhob ihn im Konsistorium vom 24. September 1759 zum Kardinal. Den Kardinalshut erhielt Ludovico Gualtiero Gualtieri am 30. Januar 1760, und am 24. März desselben Jahres wurde ihm San Giovanni a Porta Latina als Titelkirche verliehen.
Ludovico Gualtiero Gualtieri starb 1761 in Campo Borghesiano, auch Villa Taverna genannt, in der Nähe von Frascati. Er wurde in seiner Titelkirche San Giovanni a Porta Latina beigesetzt.

## Wirken
Während seiner Zeit als Nuntius in Neapel verbesserten sich die Beziehungen zwischen dem süditalienischen Königreich und dem Kirchenstaat erheblich, nachdem sie 1736 mit der Ausweisung eines seiner Vorgänger ihren Tiefpunkt erreicht hatten. Ludovico Gualtiero Gualtieri beobachtete im Auftrag der Kurie insbesondere die Aktivitäten der Freimaurer im Königreich Neapel und berichtete darüber nach Rom. Allerdings trat er auch der Polemik entgegen, die sich gegen den Jesuitenpater Francesco Pepe und den neapolitanischen Freimaurer und Großmeister der dortigen Loge Fürst Raimondo di Sangro di San Severo richtete, und äußerte sich voll Wertschätzung über den Fürsten und dessen gute Absichten.